# Serafina Corrêa
Serafina Corrêa é um município brasileiro do estado do Rio Grande do Sul. Está localizado na Região geográfica imediata de Nova Prata-Guaporé, no Nordeste Rio-Grandense. Está distante 220 km da capital Porto Alegre. Sua população estimada é de 18 074 pessoas do IBGE 2021.
As línguas oficiais do município são o português e a variante da língua vêneta chamada talian. Em 20 de maio de 2015, Serafina Corrêa recebeu o título de "Capital Nacional do Talian".
Sua economia tem por base a indústria, o comércio e a agricultura, com destaque para a produção leiteira, a suinocultura e a indústria alimentícia.

## História
Entre as 22 linhas da antiga Colônia Guaporé, encontrava-se a Linha 11, que anos mais tarde se tornou o atual município de Serafina Corrêa. A denominação do município é uma homenagem a Dona Serafina Corrêa, esposa do primeiro Intendente de Guaporé, Vespasiano Corrêa. Nascida em 14 de maio de 1880, na Estância dos Vieira de Castro, localidade onde hoje está a Reserva Ecológica do Taim, município de Rio Grande, Serafina era filha de Luiz de Castro e de Dona Cantídia Corrêa Vieira de Castro. Casou-se na cidade de Rio Grande com Vespasiano Rodrigues Corrêa. Em 25 de julho de 1985, data do jubileu de prata do município, os restos mortais de Dona Serafina foram transladados do Cemitério São João Batista, no Rio de Janeiro, para o mausoléu erigido em sua homenagem, na cidade que leva seu nome.
A colonização da antiga Linha Onze ou Rosário de Guaporé iniciou-se por volta de 1892 com a chegada dos primeiros imigrantes italianos, oriundos do norte da Itália e da região colonial italiana gaúcha. Esta teve como seus primeiros povoadores: José Franciosi, Orestes Assoni, Antônio Marin, João Variani, Achyles Cervieri, Anibal Fornari, Francisco Pan, famílias Soccol, Corso e Martinelli.
A Paróquia de Nossa Senhora do Rosário da Linha XI foi criada em 10 de novembro de 1905 por Dom Cláudio José Ponce de Leão, tendo como primeiro pároco, Padre Stefano Noce, subordinada a Diocese de Porto Alegre até 1959, quando passou a constituir o território da Diocese de Passo Fundo.
Em 3 de maio de 1911, de acordo com o Ato Municipal nº 40, Lucano Conedera, Intendente de Guaporé, usou das atribuições que lhe conferiu a Lei Orgânica do município e criou o distrito de nº 5. Porém, em 9 de junho de 1924, através do ato nº 39, o Coronel Agilberto Atílio Maia, Intendente de Guaporé, extinguiu o 5º distrito com sede no povoado Dona Fifina Corrêa, por motivos econômicos.
Devido a importância comercial e industrial que vinha se desenvolvendo no povoado Dona Fifina, em 7 de janeiro de 1925 pelo ato nº 17, criou-se novamente o distrito, desta vez de nº 8, com sede no mesmo povoado. Mas, em 17 de outubro de 1929, o Coronel Maia vem a extinguí-lo uma segunda vez pelo ato nº 63. Finalmente, na data de 7 de agosto de 1930, recriou-se o distrito de Dona Fifina Corrêa como 9º distrito de Guaporé, com sede no mesmo local. O Decreto Estadual nº 7.199, de 31 de março de 1938, elevou o distrito de Serafina Corrêa à categoria de vila.
Na década de 1950, o desejo de emancipação surgiu e formou-se uma comissão para pleitear a criação do município. A comissão emancipacionista foi composta por:
·        Pedro Soccol (Presidente);
·        Guerino Antônio Massolini (Vice-presidente);
·        Antônio Rotta (1º secretário);
·        Nelson Assoni (2º secretário);
·        José Modelski (1º tesoureiro);
·        Armando Canton (2º tesoureiro).
Então, em 22 de julho de 1960, pela Lei nº 3.932, criou-se o município de Serafina Corrêa, constituído pelo distrito-sede e pelos territórios de Montauri, parte do distrito de Oeste, pertencente a Guaporé, e parte do distrito de Evangelista, pertencente ao município de Casca. Segundo o Art. 3º, a Câmara seria composta de sete membros e de acordo com Art. 4º os mandatos do primeiro prefeito, vice-prefeito e vereadores extinguir-se-iam a 31 de dezembro de 1963.
Em 20 de maio de 2015, Serafina Corrêa recebeu o título de "Capital nacional do Talian".
O município é constituído de dois distritos: Serafina Corrêa e Silva Jardim.

## Política
Lista de prefeitos municipais de Serafina Corrêa: 
| Nº | Prefeito                     | Início do mandato | Fim do mandato | Vice-prefeito               |
| -- | ---------------------------- | ----------------- | -------------- | --------------------------- |
| 1  | Amantino Lucindo Montanari   | 01/01/1961        | 31/12/1963     | João Arroque Filho          |
| 2  | Guerino Antônio Massolini    | 01/01/1964        | 31/01/1969     | Nelson Assoni               |
| 3  | Amantino Lucindo Montanari   | 01/02/1969        | 31/01/1973     | João Arroque Filho          |
| 4  | Irceu Antônio Gasparin       | 01/02/1973        | 31/01/1977     | Laurindo Cadore             |
| 5  | Egydio Chiarello             | 01/02/1977        | 31/01/1983     | Adivo Crema                 |
| 6  | Sérgio Antônio Massolini     | 01/02/1983        | 31/12/1988     | vago                        |
| 7  | Luiz Antônio Grechi Gheller  | 01/01/1989        | 31/12/1992     | Álvaro Ângelo Cervieri      |
| 8  | Sérgio Antônio Massolini     | 01/01/1993        | 31/12/1996     | José Valdemir Braz Castro   |
| 9  | Jacir Antônio Salvi          | 01/01/1997        | 31/12/2000     | Valcir Segundo Reginatto    |
| 10 | Valcir Segundo Reginatto     | 01/01/2001        | 31/12/2004     | Ademir Antônio Presotto     |
| 10 | Valcir Segundo Reginatto     | 01/01/2005        | 31/12/2008     | Luiz Antônio Grechi Gheller |
| 11 | Ademir Antônio Presotto      | 01/01/2009        | 31/12/2012     | Flavio José Breda           |
| 11 | Ademir Antônio Presotto      | 01/01/2013        | 31/12/2016     | Francisco Bernardo Mezzomo  |
| 12 | Maria Amélia Arroque Gheller | 01/01/2017        | 31/12/2020     | Valdir Bianchet             |
| 13 | Valdir Bianchet              | 01/01/2021        | 31/12/2024     | Eduardo Zamprogna Matielo   |
| 14 | Daniel Morandi               | 01/01/2025        | 31/12/2028     | Eduardo Zamprogna Matielo   |

## Geografia
Localiza-se a uma latitude 28º42'42" sul e a uma longitude 51º56'06" oeste, estando a uma altitude de 509 metros. Sua população estimada em 2018 é de 17.198 habitantes. Seu bioma é a Mata Atlântica.

## Turismo
Atrativos turísticos do município:
- Camping Carreiro: situado no limite com Nova Bassano e banhado pelo Rio Carreiro, oferece infraestrutura para acampamento, prática de esportes e lazer.
- Cristo Redentor: em 08 de dezembro de 1957, em local doado por Genovino Migliavacca, foi lançada a pedra fundamental do monumento a Cristo Rei, construído com doações feitas pelos homens da paróquia que realizaram as nove primeiras sextas-feiras do mês, uma festa em honra ao Sagrado Coração de Jesus. O monumento foi inaugurado em 23 de fevereiro de 1958. A altura do monumento é de 12,5 metros e a largura entre os braços é de 7,5 metros. A partir de 2003, foi introduzida a caminhada penitencial na sexta-feira santa, rezando, no caminho, a Via Sacra, encenada e animada pelas comunidades. Do monumento Cristo Redentor é possível observar uma bela paisagem do centro e arredores do município de Serafina Corrêa. O monumento do Cristo Redentor está situado no Bairro Cristo Rei, com acesso pela ERS-129.
- Gruta Nossa Senhora de Lourdes: no final de década de 1920, houve um movimento para a construção de uma gruta, em homenagem à Nossa Senhora de Lourdes, liderado por três mulheres: Adelaide Crivelli, Angela Sabadin e Virginia Arroque. Elas percorreram a cidade para juntar fundos e procurar pessoas que se dispusessem a trabalhar de graça na construção. A inauguração aconteceu nos primeiros anos de 1930. O terreno foi doado pela família Zanini. No início da década de 70, houve uma reinauguração. No mês de fevereiro, sempre havia novenas, procissão luminosa e culminava no dia 11 do mesmo mês com uma festa solene. A Gruta Nossa Senhora de Lourdes possui diversos objetos representando as graças alcançadas, provando que a fé de seus devotos se mantém viva ao longo dos anos.
- La Nave Degli Immigranti: a nave dos imigrantes é o monumento mais representativo da imigração italiana. Construído em 1986, chama a atenção principalmente por sua originalidade. É a expressão ímpar da coragem, da beleza e da história construída pelas pessoas que aportaram no Brasil, fazendo deste lugar sua nova pátria. É de autoria de Paulo Batista de Siqueira. Está situado em frente ao Centro Administrativo Amantino Lucindo Montanari.
- Marco Inaugural: é um monumento constituído por um leão alado, símbolo da Região do Vêneto – antiga República de Veneza, sobre um bloco de pedra, ladeado por outros blocos. No bloco central, sobre o qual está o leão alado, está fixada a placa que é o marco inaugural da Via Gênova: dentro desse bloco há uma urna contendo mensagens que serão divulgadas nos 200 anos de imigração italiana em Serafina Corrêa. O monumento contém uma placa com os nomes das famílias pioneiras que colonizaram o município. Foi inaugurado em 30 de julho de 1994.
- Mausoléu: erguido no ano de 1985 para abrigar os restos mortais de Dona Serafina Corrêa, transladados do Rio de Janeiro, possui uma obra em metal intitulada "Cristo Liberto", do escultor Paulo Batista de Siqueira.
- Pórtico: localizado na Rua Ipiranga, trevo norte, o pórtico de entrada de Serafina Corrêa foi construído em 2001, sendo sua inauguração em dezembro do mesmo ano. Feito de alvenaria, projetado pelo arquiteto Rony Roberto Grechi, é inspirado na arquitetura militar, unindo traços da arquitetura colonial italiana. Possui duas torres com 10,7 metros de altura cada e 16,8 metros de largura.
- Santuário de Nossa Senhora do Rosário: a igreja matriz teve sua pedra fundamental lançada em 3 de outubro de 1921 e a primeira missa celebrada em 14 de outubro de 1924. Nas décadas de 1950 e 1980, o templo passou por três reformas. Em 13 de fevereiro de 1983 foi consagrada por Dom Urbano Allgayer como santuário diocesano. Passou por novo processo de revitalização interna em 2019 e 2020, com o acréscimo de pinturas sacras.
- Via Gênova: É formada por um conjunto de réplicas de prédios históricos da Itália. As réplicas foram construídas sobre o Arroio Feijão Cru que atravessa a cidade, juntamente com La Nave Degli Immigranti. Compõem a Via Gênova: Il Colosseo; La Rotonda; Castello Inferiore di Marostica; Casa di Giulietta; Casa di Romeo.
- Via Sacra: os capiteis da Via Sacra foram concluídos no ano de 2013, sendo construídos através de parceria entre a prefeitura e a iniciativa privada. A “Via Sacra” representa a dolorosa caminhada de Jesus Cristo em direção ao calvário, carregando a cruz na qual iria ser crucificado.

#### Ferrovia do Trigo
O município é cortado pela Ferrovia do Trigo da Rede Ferroviária Federal, que segue em direção norte à Passo Fundo, onde se encontra com a Linha Marcelino Ramos-Santa Maria, pela qual permite-se o acesso à Santa Maria e em direção sul, segue até a cidade de Roca Sales, onde se encontra com o Tronco Principal Sul, que permite o acesso às cidades de Montenegro e Triunfo. No trecho correspondente a Serafina Corrêa, a ferrovia possui 4 túneis e 1 viaduto (Viaduto 21). A estação ferroviária foi demolida nos anos 2000, restando apenas a caixa d'água e parte da plataforma. Encontra-se atualmente concedida à Rumo Logística.